# کانتون پیناس

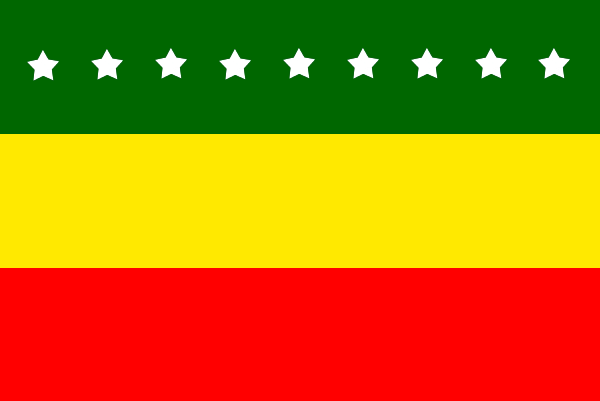
پرچم کانتون پیناس، در اکوادور

کانتون پیناس (انگلیسی: Piñas Canton) یک کانتون در اکوادر است. فعالیت کشاورزی در آن بیشتر معطوف به کاکائو و نیشکر است.